# Tupperův vzorec
Tupperův vzorec je nerovnost definovaná Jeffem Tupperem. Množina bodů, které splňují nerovnost, vykreslená v rovině (resp. v konkrétním intervalu roviny) tvoří text obsahující nerovnost samu.

## Vzorec
Vzorec byl poprvé publikován v příspěvku na konferenci SIGGRAPH (Special Interest Group on GRAPHics and Interactive Techniques) 2001, který se zabýval softwarem GrafEq pro vizualizaci matematických funkcí, nerovností, atp.
Tupperův vzorec je nerovnost:
{\displaystyle {1 \over 2}<\left\lfloor \mathrm {mod} \left(\left\lfloor {y \over 17}\right\rfloor 2^{-17\lfloor x\rfloor -\mathrm {mod} (\lfloor y\rfloor ,17)},2\right)\right\rfloor }
kde {\displaystyle \lfloor \cdot \rfloor } značí celou část čísla a mod značí zbytek po dělení.
Uvažujme interval roviny {\displaystyle (x,y)\in \langle 0,106)\times \langle k,k+17)}, kde konstanta {\displaystyle k} je rovna pětisetčtyřiačtyřicetimístnému číslu:
```
48584506361897134235820959624942020445814005879832445494830930850619
34704708809928450644769865524364849997247024915119110411605739177407
85691975432657185544205721044573588368182982375413963433822519945219
16512843483329051311931999535024137587652392648746133949068701305622
95813219481113685339535565290850023875092856892694555974281546386510
73004910672305893358605254409666435126534936364395712556569593681518
43348576052669401612512669514215505395545191537854575257565907405401
57929001765967965480064427829131488548259914721248506352686630476300 
```

Množina bodů splňující Tupperovu nerovnost je na následujícím obrázku znázorněna modrou barvou:
(Osy na obrázku jsou popsány hodnotami vycházejícími z původního Tupperova článku, kde je použita jiná konstanta {\displaystyle k}. Tato původní Tupperova konstanta vytvoří obrázek převrácený vodorovně i svisle.)

## Vysvětlení
Bližším ohledáním vzorce snadno zjistíme, že exponent {\displaystyle -17\lfloor x\rfloor -\mathrm {mod} (\lfloor y\rfloor ,17)} nabývá pouze celočíselných hodnot {\displaystyle 0,-1,-2,\ldots ,-17\cdot 106+1}. Každé z těchto hodnot přitom nabývá pouze v jediném podintervalu. Hodnoty {\displaystyle 0} nabývá exponent v levém spodním rohu obrázku, hodnoty {\displaystyle 1} v intervalu bezprostředně nad ním, a tak dále. Tedy, pixely v prvním sloupci obrázku odpovídají hodnotám exponentu {\displaystyle 0,\ldots ,-16}. Nejmenší hodnoty {\displaystyle -1801=-17\cdot 106+1} exponent nabývá v pravém horním rohu obrázku.
Snadno ověříme, že číslo {\displaystyle k} je dělitelné číslem {\displaystyle 17} beze zbytku, tedy
{\displaystyle \left\lfloor {y \over 17}\right\rfloor ={k \over 17}}
pro všechna {\displaystyle y\in \langle k,k+17)}. Pravá strana nerovnosti tak v principu převádí číslo {\displaystyle k/17} do dvojkové soustavy, je tedy pro každou konkrétní dvojici {\displaystyle (x,y)} rovna buď {\displaystyle 0} nebo {\displaystyle 1}.
Je zřejmé, že libovolný černobílý obrázek šířky {\displaystyle w} a výšky {\displaystyle h} pixelů, jde stejným způsobem zapsat jako binární číslo (po sloupcích; levý spodní pixel bude stát na pozici jednotek ve dvojkovém zápisu). Po převodu do desítkové soustavy a vynásobení číslem {\displaystyle h} bude představovat konstantu {\displaystyle k}. Tupperův vzorec (s číslem {\displaystyle 17} zaměněným za číslo {\displaystyle h} a pozměněnými intervaly pro {\displaystyle x} a {\displaystyle y}) pak z konstanty {\displaystyle k} dekóduje původní obrázek.
Konkrétních příkladů jako je Tupperův vzorec tedy lze zkonstruovat libovolně mnoho.
Tupperův vzorec je často uváděn jako příklad autoreference, kterým ale v pravém slova smyslu není. Nejpodstatnější část vzorce zajišťující, že grafem nerovnosti je předpis nerovnosti samotné, je informace zakódovaná v konstantě {\displaystyle k}, která ovšem není předmětem autoreferenčního vztahu.